# Ґрабіни (гміна Садовне)
Ґрабіни (пол. Grabiny) — село в Польщі, у гміні Садовне Венґровського повіту Мазовецького воєводства.
Населення — 153 особи (2011).
У 1975-1998 роках село належало до Седлецького воєводства.

## Демографія
Демографічна структура станом на 31 березня 2011 року:
|          | Загалом | Допрацездатний вік | Працездатний вік | Постпрацездатний вік |
| -------- | ------- | ------------------ | ---------------- | -------------------- |
| Чоловіки | 76      | 5                  | 63               | 8                    |
| Жінки    | 77      | 13                 | 47               | 17                   |
| Разом    | 153     | 18                 | 110              | 25                   |